# 允惠英
金京郁（1977年3月15日—）是一名韩国前女子射箭运动员。她曾代表国家参加1996年夏季奥林匹克运动会，结果在女子团体项目上获得金牌。